# Giovanni Faustini
Giovanni Faustini (Venecia, 1615 – 19 de diciembre de 1651) fue un libretista y empresario de ópera italiano del siglo XVII. Se le recuerda sobre todo por sus colaboraciones con el compositor Francesco Cavalli. 

## Biografía
Giovanni Faustini (Venecia, 1615 – 19 de diciembre de 1651) libretista y empresario de ópera italiano del siglo XVII. Se le recuerda sobre todo por sus colaboraciones con el compositor Francesco Cavalli. Trabajó con Cavalli durante diez años desde 1642 con la virtù de´strali d´Amore, estrenada en Venecia en el Teatro San Cassiano, hasta 1652 con L’Eritrea, estrenada en Venecia en el Teatro Sant´Apollinare. Disfrutaron de gran éxito en las compañías ambulantes que tuvieron un papel decisivo en la difusión de la ópera en Italia con el modelo de la commedia dell'arte. Los libretos que dejó incompletos a su muerte los acabó su hermano Marco Faustini
Nacido en Venecia, fue empresario de los teatros San Moisè (1647) asumió la gerencia del teatro San Apollinare que más tarde la asumirá su hermano Marco que trabajará en el teatro San Casiano (1657-1660) y San Guiovanni e Paolo (1660-1668). Sus 15 libretos fueron musicados principalmente por Cavalli, y otros compositores como Pietro Andrea Ziani, 1655; Giovanni Battista Costanzi, 1730 o Carlo Pallavicino, 1667. los libretistas solían pertenecer a esta clase aristocrática, Faustini en concreto había sido abogado.

## Libretos
- La virtù dei strali d'Amore (música de Francesco Cavalli, 1642)
- Egisto (música de Francesco Cavalli, 1643; música de Benedetto Ferrari, 1651)
- L'Ormindo (música de Francesco Cavalli, 1644)
- Doriclea (música de Francesco Cavalli, 1645; música de Pietro Andrea Ziani, 1666)
- Titone (música de Francesco Cavalli, 1645)
- Euripo (música de Francesco Cavalli, 1649)
- Orimonte (música de Francesco Cavalli, 1650)
- Oristeo (música de Francesco Cavalli, 1651)
- Rosinda (música de Francesco Cavalli, 1651)
- La Calisto (música de Francesco Cavalli, 1651)
- Eritrea (música de Francesco Cavalli, 1652)
- Eupatra (música de Pietro Andrea Ziani, 1655; música de Giovanni Battista Costanzi, 1730)
- Elena (completada por Nicolò Minato; música de Francesco Cavalli, 1659)
- Il tiranno humiliato d’amore, ovvero Il Meraspe (revisada por Nicolò Beregan; música de Carlo Pallavicino, 1667)
- Alciade (música de Pietro Andrea Ziani, 1667)

## Temas
Los primeros dramas narraban una historia, mientras que los siguientes se entretejen dos o más de dos dando dinamismo a la acción. Pero dados los ajustados plazos de entrega para los libretos, puede ser difícil de creer que fueran los clásicos la fuente de inspiración de sus obras. El drama de Faustini se construye en la base del campo común literario, tiene una escritura dúctil y permeable, maleable para los requisitos de la música. Entrelaza la estructura que llegará a ser canónica de la pareja doble de amantes, el libreto asume la estructura de tres actos. Creó de la nada las escenas de enmascarados, más en boga en la primera mitad del siglo XVII. 
Giovanni declara abiertamente no utilizar fuentes antiguas, pero denota un conjunto de adherencias literarias quizá comprensible y visible solo para un pequeño círculo de eruditos. Sin duda es un experto en poesía y literatura de la academia donde reproducían tradiciones de la academia de Platón en el sentido más amplio de la filosofía y la cultura clásica que desde los comienzos del renacimiento fue llevado por la Iglesia. Escribe sobre todas las tipologías dramáticas: trágico, cómico, fábulas dramáticas, pastorales y sobre la épica caballeresca. 
Las conexiones con la cultura griega son muy queridas por aquella época en Venecia ya que entre 1620 y 1670 se distribuyeron en Venecia muchas de las traducciones de las novelas griegas y latinas, pero por lo general en sus libretos falta un uso adecuado de los mitos, por ejemplo en Titone o La Calisto cuyos temas derivan de la tradición y de la fábula, por ejemplo en Egisto la trama transcurre con una lucha fratricida de poder, o en Calisto donde Mercurio convence a Júpiter de que seduzca a Calisto disfrazada de Diana, por lo que el papel cómico, llevado por Satirino es fundamental, consiste en transformar ese trama ‘divino’ y alejado en una trama pastoral y cercano. Aun así estaba muy bien informado literariamente ya que el libreto de la Calisto deriva del texto dramático de Luigi Groto, conocido como el ciego de Hadria, escrito en 1561, reimpreso en 1612 en Venecia y puesto en música como nova favola pastorale en 1586, o en Oristeo que se nutre de dos fuentes principales: Platón y la mitología ya que a mediados del siglo XVI circularon los diálogos por lo menos en dos ediciones, la romana y la veneciana. 
Estaba informado también desde el campo de la iconográficamente, pues entre 1525 y 1600 Palma Viejo, Sixto Badalocchi Rose y Dosso Dossi pintan la historia de Diana y Calisto, y desde la geografía, aunque cometió grandes errores, como transformar una región de una isla, un lago en un mar…, ya que los libretistas consultan en la literatura de viajes y batallas de poblaciones antiguas y éstos, en ocasiones, eran erróneos.
Utiliza temas comunes como son: las escenas imperfectas de los ‘dioses’ que hacen inmortales tanto a Titón como a Calisto. Comienza a menudo informando al lector antes de la fábula en l’ Ormindo, Doriclea, Euripo, Oristeo, Rosinda y en Eritrea. El tema del sueño está narrado en La Calisto con Endimion y en Titone con Morpheus. Tres de sus libretos se basan en temas mitológicos, pero son excepciones. Una trama típica de Faustini se basa no en el mito o en una historia clásica sino en su propia imaginación, como la invocación a los infiernos se asoció estrechamente con la métrica de ritmo dactílico ya sea para las personas vinculadas a la procesión dionisíaca o no. Basó su pensamiento creativo en una pauta fundamental: una pareja de amantes aristocráticos de naciones exóticas que pasan por un largo proceso de separación y reconciliación ayudados por un buen número de sirvientes y graciosos que proporcionan el escape cómico a la trama. También aparecen muchos recursos de la comedia romana y el género pastoral, como las pociones para dormir o cartas entregadas a la persona equivocada. 
Los dramas de Faustini se van sometiendo a una homogeneización en torno a algunos lugares comunes literarios utilizando recursos recurrentes donde el héroe es el amor sentimental, afeminado. El público estaba acostumbrado a la estructura de presentación nudo y desenlace, por lo que Faustini provoca recursos distintos como: diálogos con el público, malentendidos entre los amantes con disfraces siendo contrarios a la historia paralela, como en Calixto que alude a los besos que se han dado y Júpiter vestido de Diana no le reconoce, por esto son producidos lamentos o quejas de los personajes principales a lo largo de la ópera (como Olimpia) o fases de locura con diálogos irracionales (como en Egisto), desconectados, inadecuados que se traduce en una música sin dirección. Estos recursos son muy apreciados por el público ya que causaban la novedad dentro de sus esquemas. Las soluciones al drama pueden desempeñarse a través de una historia paralela que lleva a los acontecimientos más importantes.
La morfología de las arias tiene la estructura típica del siglo XVI con versos quebrados de siete y doce sílabas en el recitativo pero con rimas y ritmos fáciles de reconocer para las arias cuyas estructuras del texto están diseñadas para sugerir el perfil rítmico al músico. También le daba ocasión al compositor de que escribiese madrigales, canciones poliestróficas o simples con estribillos, rondeaus, uniendo lo tradicional y las formas “modernas” como el aria da capo aunque algunas no tengan esa estructura y se mezcla el recitativo y el aria. El tono musical tiende a respetar la simetría tripartita ABA´

## Webs consultadas
- http://www.librettidopera.it